# Formula 1 sezona 1966
Sezona Formule 1 1966 je bila sedemnajsta sezona svetovnega prvenstva Formule 1 pod okriljem FIE. Začela se je 22. maja 1966 z dirko za Veliko nagrado Monaka, končala pa 23. oktobra 1966 z deveto dirko sezone za Veliko nagrado Mehike. Dirkaški naslov je osvojil Avstralec Jack Brabham, moštvenega pa Brabham.

## Dirkači in moštva
Naslednja moštva in dirkači so sodelovali v svetovnem prvenstvu Formule 1 v sezoni 1966.
| Moštvo                      | Konstruktor       | Šasija         | Motor                            | Gume | Dirkač (-a/-i)       | Nastopi     |
| --------------------------- | ----------------- | -------------- | -------------------------------- | ---- | -------------------- | ----------- |
| Bruce McLaren Motor Racing  | McLaren           | M2B            | Ford V8 Serenissima V8           | F    | Chris Amon           | 1-2, 4-5, 7 |
| Bruce McLaren Motor Racing  | McLaren           | M2B            | Ford V8 Serenissima V8           | F    | Bruce McLaren        | 1-5, 8-9    |
| Team Lotus                  | Lotus             | 43 33          | BRM H16 Climax V8 BRM V8         | F    | Peter Arundell       | Vsi         |
| Team Lotus                  | Lotus             | 43 33          | BRM H16 Climax V8 BRM V8         | F    | Jim Clark            | Vsi         |
| Team Lotus                  | Lotus             | 43 33          | BRM H16 Climax V8 BRM V8         | F    | Pedro Rodríguez      | 3, 8-9      |
| Team Lotus                  | Lotus             | 43 33          | BRM H16 Climax V8 BRM V8         | F    | Geki                 | 7           |
| Team Lotus                  | Lotus             | 44             | Ford L4                          | D    | Gerhard Mitter       | 6           |
| Team Lotus                  | Lotus             | 44             | Ford L4                          | D    | Pedro Rodríguez      | 6           |
| Team Lotus                  | Lotus             | 44             | Ford L4                          | D    | Piers Courage        | 6           |
| Reg Parnell Racing          | BRM Lotus Ferrari | P61 25 33 246  | BRM V8 Climax L4 Ferrari V6      | D F  | Richard Attwood      | 1           |
| Reg Parnell Racing          | BRM Lotus Ferrari | P61 25 33 246  | BRM V8 Climax L4 Ferrari V6      | D F  | Mike Spence          | Vsi         |
| Reg Parnell Racing          | BRM Lotus Ferrari | P61 25 33 246  | BRM V8 Climax L4 Ferrari V6      | D F  | Paul Hawkins         | 2-4         |
| Reg Parnell Racing          | BRM Lotus Ferrari | P61 25 33 246  | BRM V8 Climax L4 Ferrari V6      | D F  | Giancarlo Baghetti   | 7           |
| Brabham Racing Organisation | Brabham           | BT19 BT22 BT20 | Repco V8 Climax L4               | G    | Jack Brabham         | Vsi         |
| Brabham Racing Organisation | Brabham           | BT19 BT22 BT20 | Repco V8 Climax L4               | G    | Denny Hulme          | Vsi         |
| Brabham Racing Organisation | Brabham           | BT19 BT22 BT20 | Repco V8 Climax L4               | G    | Chris Irwin          | 4           |
| Cooper Car Company          | Cooper            | T81            | Maserati V12                     | D    | Richie Ginther       | 1-2         |
| Cooper Car Company          | Cooper            | T81            | Maserati V12                     | D    | Jochen Rindt         | Vsi         |
| Cooper Car Company          | Cooper            | T81            | Maserati V12                     | D    | Chris Amon           | 3-4         |
| Cooper Car Company          | Cooper            | T81            | Maserati V12                     | D    | John Surtees         | 3-9         |
| Cooper Car Company          | Cooper            | T81            | Maserati V12                     | D    | Moisés Solana        | 8-9         |
| Owen Racing Organisation    | BRM               | P261 P83       | BRM V8 BRM H16                   | D    | Graham Hill          | Vsi         |
| Owen Racing Organisation    | BRM               | P261 P83       | BRM V8 BRM H16                   | D    | Jackie Stewart       | 1-2, 4-9    |
| Rob Walker Racing Team      | Brabham Cooper    | BT11 T81       | BRM V8 Maserati V12              | D    | Jo Siffert           | 1-5, 7-9    |
| DW Racing Enterprises       | Brabham           | BT11           | Climax L4                        | F    | Bob Anderson         | 1, 3-7      |
| Scuderia Ferrari SpA SEFAC  | Ferrari           | 246 312        | Ferrari V6 Ferrari V12           | F    | Lorenzo Bandini      | 1-8         |
| Scuderia Ferrari SpA SEFAC  | Ferrari           | 246 312        | Ferrari V6 Ferrari V12           | F    | John Surtees         | 1-2         |
| Scuderia Ferrari SpA SEFAC  | Ferrari           | 246 312        | Ferrari V6 Ferrari V12           | F    | Mike Parkes          | 3-7         |
| Scuderia Ferrari SpA SEFAC  | Ferrari           | 246 312        | Ferrari V6 Ferrari V12           | F    | Ludovico Scarfiotti  | 6-7         |
| Joakim Bonnier Racing Team  | Cooper Brabham    | T81 BT22 BT7   | Maserati V12 Climax L4 Climax V8 | D F  | Joakim Bonnier       | Vsi         |
| Team Chamaco Collect        | BRM               | P261           | BRM V8                           | G    | Bob Bondurant        | 1-4, 6-7    |
| Team Chamaco Collect        | BRM               | P261           | BRM V8                           | G    | Vic Wilson           | 2           |
| Anglo American Racers       | Eagle             | Mk1            | Climax L4 Weslake V12            | G    | Dan Gurney           | Vsi         |
| Anglo American Racers       | Eagle             | Mk1            | Climax L4 Weslake V12            | G    | Phil Hill            | 7           |
| Anglo American Racers       | Eagle             | Mk1            | Climax L4 Weslake V12            | G    | Bob Bondurant        | 8-9         |
| Guy Ligier                  | Cooper            | T81            | Maserati V12                     | D    | Guy Ligier           | 1-6         |
| David Bridges               | Brabham           | BT11           | BRM V8                           | G    | John Taylor          | 3-6         |
| Shannon Racing Cars         | Shannon           | SH 1           | Climax V8                        | D    | Trevor Taylor        | 4, 7        |
| J.A. Pearce Engineering Ltd | Cooper            | T73            | Ferrari V12                      | D    | Chris Lawrence       | 4, 6        |
| Caltex Racing Team          | Brabham           | BT18           | Ford L4                          | D    | Kurt Ahrens          | 6           |
| Tyrrell Racing Organisation | Matra             | MS5            | BRM L4 Ford L4                   | D    | Hubert Hahne         | 6           |
| Tyrrell Racing Organisation | Matra             | MS5            | BRM L4 Ford L4                   | D    | Jacky Ickx           | 6           |
| Roy Winkelmann Racing       | Brabham           | BT18           | Ford L4                          | D    | Hans Herrmann        | 6           |
| Roy Winkelmann Racing       | Brabham           | BT18           | Ford L4                          | D    | Alan Rees            | 6           |
| Matra Sports                | Matra             | MS5            | Ford L4                          | D    | Jo Schlesser         | 6           |
| Matra Sports                | Matra             | MS5            | Ford L4                          | D    | Jean-Pierre Beltoise | 6           |
| Silvio Moser                | Brabham           | BT16           | Ford L4                          | D    | Silvio Moser         | 6           |
| Anglo-Suisse Racing Team    | Cooper            | T82            | BRM L4                           | D    | Giancarlo Baghetti   | 6           |
| Midland Racing Partnership  | Lola              | T62            | Ford L4                          | D    | Richard Attwood      | 6           |
| John Willment Automobiles   | BRP               | Mk 2           | Climax V8                        | D    | Frank Gardner        | 7           |
| Honda R&D Company           | Honda             | RA273          | Honda V12                        | G    | Richie Ginther       | 7-9         |
| Honda R&D Company           | Honda             | RA273          | Honda V12                        | G    | Ronnie Bucknum       | 8-9         |
| Chris Amon                  | Brabham           | BT11           | BRM V8                           | D    | Chris Amon           | 7           |
| Bernard White Racing        | BRM               | P261           | BRM V8                           | D    | Innes Ireland        | 8-9         |

- Roza ozadje označuje nastope z dirkalniki Formule 2.

## Rezultati

### Velike nagrade
| Št | Ime                             | Datum        | Dirkališče         | Zmagovalec          | Zmag. moštvo    | Poročilo |
| -- | ------------------------------- | ------------ | ------------------ | ------------------- | --------------- | -------- |
| 1  | Velika nagrada Monaka           | 22. maj      | Monaco             | Jackie Stewart      | BRM             | Poročilo |
| 2  | Velika nagrada Belgije          | 12. junij    | Spa-Francorchamps  | John Surtees        | Ferrari         | Poročilo |
| 3  | Velika nagrada Francije         | 3. julij     | Reims-Gueux        | Jack Brabham        | Brabham-Repco   | Poročilo |
| 4  | Velika nagrada Velike Britanije | 16. julij    | Brands Hatch       | Jack Brabham        | Brabham-Repco   | Poročilo |
| 5  | Velika nagrada Nizozemske       | 24. julij    | Zandvoort          | Jack Brabham        | Brabham-Repco   | Poročilo |
| 6  | Velika nagrada Nemčije          | 7. avgust    | Nürburgring        | Jack Brabham        | Brabham-Repco   | Poročilo |
| 7  | Velika nagrada Italije          | 4. september | Monza              | Ludovico Scarfiotti | Ferrari         | Poročilo |
| 8  | Velika nagrada ZDA              | 2. oktober   | Watkins Glen       | Jim Clark           | Lotus-BRM       | Poročilo |
| 9  | Velika nagrada Mehike           | 23. oktober  | Hermanos Rodriguez | John Surtees        | Cooper-Maserati | Poročilo |

### Moštva
| Poz | Konstruktor         | Točke   |
| --- | ------------------- | ------- |
| 1   | Brabham-Repco       | 42 (49) |
| 2   | Ferrari             | 31 (32) |
| 3   | Cooper-Maserati     | 30 (35) |
| 4   | BRM                 | 22      |
| 5   | Lotus-BRM           | 13      |
| 6   | Lotus-Climax        | 8       |
| 7   | Eagle-Climax        | 4       |
| 8   | Honda               | 3       |
| 9   | McLaren-Ford        | 2       |
| 10  | Brabham-Climax      | 1       |
| 11  | McLaren-Serenissima | 1       |
| 12  | Brabham-BRM         | 1       |
| 13  | Eagle-Weslake       | 0       |
| 14  | Shannon-Climax      | 0       |
| 15  | Cooper-Ferrari      | 0       |

### Dirkači
| Poz | Dirkač              | MON | BEL | FRA | VB  | NIZ | NEM | ITA | ZDA | MEH | Toč     |
| --- | ------------------- | --- | --- | --- | --- | --- | --- | --- | --- | --- | ------- |
| 1   | Jack Brabham        | Ret | 4   | 1   | 1   | 1   | 1   | Ret | Ret | 2   | 42 (45) |
| 2   | John Surtees        | Ret | 1   | Ret | Ret | Ret | 2   | Ret | 3   | 1   | 28      |
| 3   | Jochen Rindt        | Ret | 2   | 4   | 5   | Ret | 3   | 4   | 2   | Ret | 22 (24) |
| 4   | Denny Hulme         | Ret | Ret | 3   | 2   | Ret | Ret | 3   | Ret | 3   | 18      |
| 5   | Graham Hill         | 3   | Ret | Ret | 3   | 2   | 4   | Ret | Ret | Ret | 17      |
| 6   | Jim Clark           | Ret | Ret | DNS | 4   | 3   | Ret | Ret | 1   | Ret | 16      |
| 7   | Jackie Stewart      | 1   | Ret |     | Ret | 4   | 5   | Ret | Ret | Ret | 14      |
| 8   | Mike Parkes         |     |     | 2   |     | Ret | Ret | 2   |     |     | 12      |
| 9   | Lorenzo Bandini     | 2   | 3   | NC  |     | 6   | 6   | Ret | Ret |     | 12      |
| 10  | Ludovico Scarfiotti |     |     |     |     |     | Ret | 1   |     |     | 9       |
| 11  | Richie Ginther      | Ret | 5   |     |     |     |     | Ret | Ret | 4   | 5       |
| 12  | Dan Gurney          |     | Ret | 5   | Ret | Ret | 7   | Ret | Ret | 5   | 4       |
| 13  | Mike Spence         | Ret | Ret | Ret | Ret | 5   | Ret | 5   | Ret | DNS | 4       |
| 14  | Jo Siffert          | Ret | Ret | Ret | NC  | Ret |     | Ret | 4   | Ret | 3       |
| 15  | Bob Bondurant       | 4   | Ret |     | 9   |     | Ret | 7   | DSQ | Ret | 3       |
| 16  | Bruce McLaren       | Ret | DNS |     | 6   | DNS |     |     | 5   | Ret | 3       |
| 17  | Bob Anderson        | Ret |     | 7   | NC  | Ret | Ret | 6   |     |     | 1       |
| 18  | Jo Bonnier          | NC  | Ret | NC  | Ret | Ret | 7   | Ret | Ret | 6   | 1       |
| 19  | John Taylor         |     |     | 6   | 8   | 8   | Ret |     |     |     | 1       |
| 20  | Peter Arundell      |     | DNS | Ret | Ret | Ret | 9   | 9   | 6   | 9   | 1       |
| 21  | Chris Irwin         |     |     |     | 7   |     |     |     |     |     | 0       |
| 22  | Ronnie Bucknum      |     |     |     |     |     |     |     | Ret | 8   | 0       |
| 23  | Chris Amon          |     |     | 8   |     |     |     | DNQ |     |     | 0       |
| 24  | Guy Ligier          | NC  | NC  | NC  | 10  | 9   | DNS |     |     |     | 0       |
| 25  | Geki                |     |     |     |     |     |     | 9   |     |     | 0       |
| 26  | Chris Lawrence      |     |     |     | 10  |     | Ret |     |     |     | 0       |
|     | Giancarlo Baghetti  |     |     |     |     |     |     | NC  |     |     | -       |
|     | Pedro Rodríguez     |     |     | Ret |     |     |     |     | Ret | Ret | -       |
|     | Innes Ireland       |     |     |     |     |     |     |     | Ret | Ret | -       |
|     | Moises Solana       |     |     |     |     |     |     |     |     | Ret | -       |
|     | Trevor Taylor       |     |     |     | Ret |     |     |     |     |     | -       |
|     | Phil Hill           |     |     |     |     |     |     | DNQ |     |     | -       |
| Poz | Dirkač              | MON | BEL | FRA | VB  | NIZ | NEM | ITA | ZDA | MEH | Toč     |

| Barva        | Rezultat                                         |
| ------------ | ------------------------------------------------ |
| Zlata        | Zmagovalec                                       |
| Srebrna      | Drugouvrščeni                                    |
| Bronasta     | Tretjeuvrščeni                                   |
| Zelena       | Uvrščen v točkah                                 |
| Modra        | Uvrščen izven točk                               |
| Vijolična    | Ni uvrščen (Ret)                                 |
| Rdeča        | Ni kvalificiran (DNQ) Ni predkvalificiran (DNPQ) |
| Črna         | Diskvalificiran (DSQ)                            |
| Bela         | Ni startal (DNS)                                 |
| Svetlo modra | Le treniral (PO)                                 |
| Svetlo modra | Petkov testni dirkač (TD)                        |
| Prazna       | Ni treniral (DNP)                                |
| Prazna       | Poškodovan (Inj)                                 |
| Prazna       | Izločen (EX)                                     |
| Prazna       | Ni prišel (DNA)                                  |
| Prazna       | Ni dirkal                                        |

## Druge pomembne dirke
Te dirke niso štele za naslov prvaka, vendar so vseeno imele kar velik pomen.
| Št | Ime                         | Dirkališče    | Datum         | Zmagovalec   | Zmag. moštvo  | Poročilo |
| -- | --------------------------- | ------------- | ------------- | ------------ | ------------- | -------- |
| 1  | Velika nagrada Južne Afrike | Prince George | 1. januar     | Mike Spence  | Lotus-Climax  | Poročilo |
| 2  | Gran Premio di Siracusa     | Sirakuze      | 1. april      | John Surtees | Ferrari       | Poročilo |
| 3  | BRDC International Trophy   | Silverstone   | 14. maj       | Jack Brabham | Brabham-Repco | Poročilo |
| 4  | International Gold Cup      | Oulton Park   | 17. september | Jack Brabham | Brabham-Repco | Poročilo |